# Thomas Rickner
Thomas Rickner (8 d'octubre de 1966, Rochester, Nova York) és un tipògraf estatunidenc.
Va supervisar la creació de les primeres lletres tipogràfiques TrueType, el 1991, que van formar part del sistema operatiu de Macintosh System 7. Rickner va ser l'encarregat de l'optimització per a la visualització per pantalla de les lletres tipogràfiques de Matthew Carter Geòrgia, Verdana i Tahoma, comissionades per Microsoft i distribuïdes als sistemes operatius Windows i Macintosh. Alguns dels dissenys originals de Thomas Rickner són Amanda, Buffalo Gal i Hamilton.
Rickner va iniciar la seva carrera de dissenyador de lletres tipogràfiques el 1987 com a editor de mapes de bits per a Omnipage Corporation a Rochester, Nova York. El 1988 es va llicenciar a l'escola de gestió d'impressió i ciències de l'Institut de Tecnologia de Rochester, i va començar a treballar per al fabricant d'impressores làser QMS/Imagen Corporation a Santa Clara, Califòrnia. Allà, sota la direcció del dissenyador de tipus Charles Bigelow, Rickner va treballar en l'optimització de fonts per a la seva visualització a diferents resolucions per a les impressores làser.
A 1989 Rickner comença a treballar per a Apple com a cap de tipografia durant dos anys. A més a més de supervisar la producció de les primeres fonts TrueType creades per Apple, Rickner va treballar també en el desenvolupament inicial de la millora de fonts TrueType, TrueType Gx.
A partir de 1992, Rickner treballa com a freelance per a l'empresa The Font Bureau col·laborant al desenvolupament de diversos projectes, incloent-hi les extensions de fonts de múltiples màsters(MM fonts) per a PostScript d'Adobe Systems per a les lletres tipogràfiques Grafit i Tekton. També va treballar a l'ampliació de la lletra tipogràfica Eldorado, dissenyada per William Addison Dwiggins, per a la revista americana Premiere.
Rickner s'uneix a Monotype al juliol de 1994 i el 2004 es converteix en un dels socis fundadors d'Ascender Corporation a Elk Grove Village, Illinois. Rickner desenvolupa fonts per al format Ascencer Compact Asian Font (ACAF) i dissenya fonts per les escriptures del grec, ciríl·lic, tailandès, hebreu, thaana i cherokee, entre d'altres.
Més recentment Rickner ha participat en el desenvolupament del paquet de fonts Cleartype de Microsoft, dissenyades específicament per a una visualització per pantalla més relaxada per a la vista.